# انتخابات ریاست‌جمهوری جمهوری کنگو (۲۰۲۱)
انتخابات ریاست‌جمهوری جمهوری کنگو (انگلیسی: 2021 Republic of the Congo presidential election) در ۲۱ مارس ۲۰۲۱ در جمهوری کنگو برگزار شد. و دنیس ساسو نگسو رئیس‌جمهور کنونی با کسب ۸۸/۵۷ درصد مجدداً انتخاب شد

## نظام انتخاباتی
نظام انتخاباتی برای برگزیدن رئیس جمهوری کنگو به استثنای سوسانو یک دوره پنج ساله در نظر گرفته شده که حداکثر امکان دو بار انتخاب شدن را می‌دهد. در انتخابات نامزدی انتخاب می‌شود که اکثریت مطلق آرا را کسب کند. اگر هیچ نامزدی به اکثریت نرسید، دو نامزدی که بیشترین آرا را کسب کنند بعد از بیست و یک روز از اعلام نتایج توسط دادگاه قانون اساسی به مرحله دوم انتخابات می‌روند.

## اجرا
در روز انتخابات ارتباطات راه دور به‌طور سراسری قطع شد، که الگوی همان وضعیتی بود که در انتخابات ۲۰۱۶ رخ داد، ایجاد این محدودیت توسط سازمان‌های بین‌المللی از جمله اتحادیه آفریقا محکوم شد.